# Sacerdote (cattolicesimo)

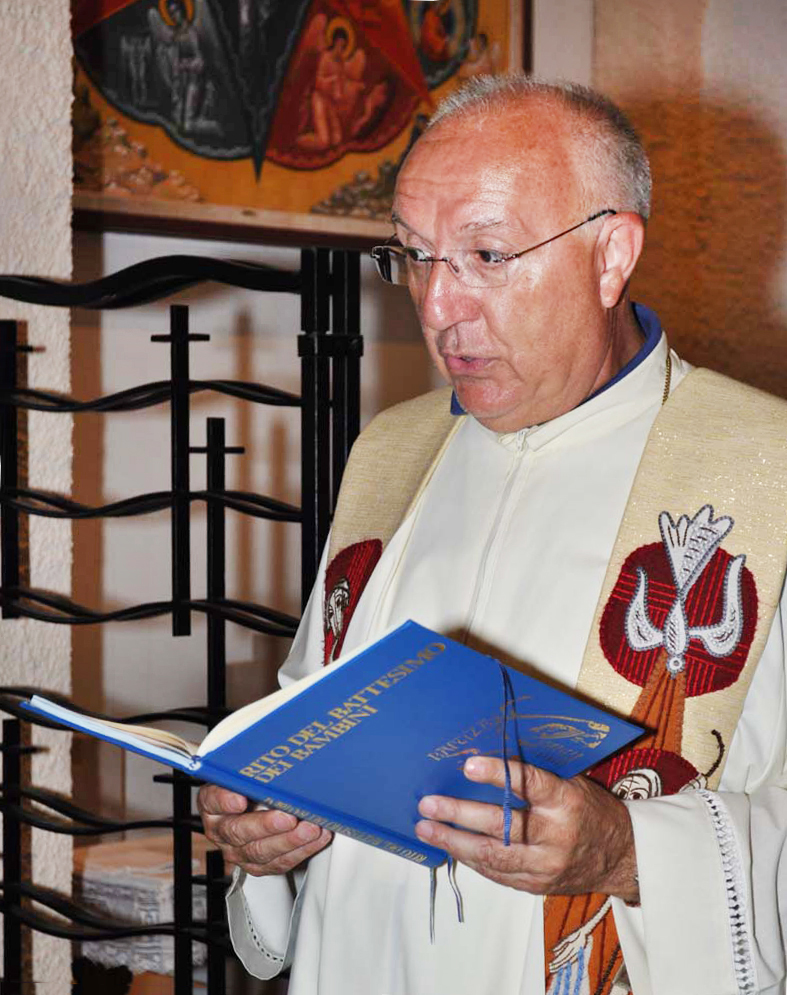
Sacerdote cattolico (un presbitero) durante un Battesimo

Nella Chiesa cattolica il sacerdote è un ministro di culto che ha ricevuto il secondo o il terzo grado del sacramento dell'Ordine sacro.  Propriamente, quindi, vengono considerati sacerdoti il presbitero (o in forma contratta prete) e il vescovo, ma non il diacono.
Di fatto, questa parola è spesso utilizzata come sinonimo di "presbitero", termine che però è da considerarsi preferibile in quanto più preciso e circostanziato rispetto a sacerdote. Oltre a rivendicare l'esistenza di un sacerdozio ministeriale (quello del vescovo e dei presbiteri), la Chiesa cattolico-romana afferma l'esistenza di un sacerdozio battesimale o comune, di cui sono titolari tutti i credenti battezzati: tutto il "Popolo di Dio", infatti, in virtù del battesimo, è considerato "popolo sacerdotale, regale e profetico" (cfr. Catechismo Chiesa Cattolica, 784: "Infatti, per la rigenerazione e l'unzione dello Spirito Santo, i battezzati vengono consacrati a formare una dimora spirituale e un sacerdozio santo").